# Энурез
Энуре́з (от др.-греч. ἐνούρησις) — заболевание, характеризующееся недержанием мочи у человека. В большинстве случаев носителями энуреза являются дети (94,5 % всех носителей), часть подростков (4,5 % носителей), небольшое количество взрослых (около 1 % носителей). В основном проявляется во время сна (у более ¾ носителей), менее распространён вне сна. Одной общей причины для всех случаев энуреза не существует.
Заболевание упоминалось Авиценной в книге «Канон врачебной науки», и уже тогда Авиценна указывал на то, что мочеиспускание нередко происходит во время глубокого сна, однако в данном источнике нет точных данных о распространённости энуреза.

## Распространённость
Распространённость энуреза, по данным DSM-5, составляет 5—10 % среди 5-летних, 3 %—5 % среди 10-летних, а в возрасте 15 лет и старше около 1 %.
Точная медицинская статистика энуреза ведётся сравнительно недавно. Энурез способствует развитию конфликтной ситуации в семье; 61 % родителей при этом считают ночное недержание мочи серьёзной проблемой. Ещё до первого приёма к врачу родители ограничивают ребёнка в приёме жидкости, высаживают его на горшок до того, как сами лягут спать, при этом ребёнок будет выдавливать мочу  маленькими струйками.

## Этиология
Большинство исследователей отводит важную роль вегетативным нарушениям в генезе энуреза. По мнению А. М. Вейна, энурез относится к вегетативным парасомниям. Определённую роль в возникновения энуреза играет невроз. Считается, что психотравмирующая ситуация вызывает расстройство нормальной деятельности коры больших полушарий головного мозга. Нередко данная дисфункция выражена не очень ярко, в связи с чем у таких больных характерно чередование «сухих» и «мокрых» ночей. Многие авторы указывают на наследственный генез заболевания. Так, С. П. Петровский считает, что это «рецессивная моногибридная наследственная болезнь», в основе которой лежат аномалии развития иннервации мочевого пузыря. Важным фактором, способствующим возникновению энуреза, некоторые исследователи считают дисфункцию секреции биологически активных веществ, влияющих на мочевой пузырь (серотонин, гистамин, простоглюцин, и самый главный — вазопрессин). Также не исключена вероятность небольшого смещения в отделе S и L позвоночника, как следствие родовой травмы.

## Факторы, влияющие на развитие энуреза
Обзор современной медицинской литературы показал, что доктора сходятся в том, что ребёнок не виноват в ночном детском энурезе.
Многочисленные медицинские исследования ночного энуреза говорят о том, что психологические факторы гораздо важнее в его возникновении, чем проблемы физиологии ребёнка. «Часто реакция на энурез самого ребёнка и членов его семьи является определяющим обстоятельством возникновения этой проблемы».
Безусловно, самым чувствительным к недостатку кислорода органом является головной мозг. Поэтому риск возникновения энуреза наиболее высок у детей, которые имели ранее «повреждение» головного мозга, пусть невыраженное и обратимое, но всё-таки связанное с отклонениями в ходе беременности и родов. Такими отклонениями могут быть токсикозы беременности (сейчас их называют гестозами), гипоксия (недостаток кислорода) при родах, связанная, например, с обвитием пуповиной, тазовым предлежанием, кесаревым сечением и т. д.
Ещё причины аномалий: цистит, инфекция мочеполовых путей, пиелонефрит, задержка созревания и контроля цсн, гипорефлекторность, эпилепсия, шизофрения, и т.п.

### Самооценка
Вопрос о влиянии низкой самооценки на проявление энуреза у ребёнка однозначно ещё не решён. Однако, несколько исследований показывают наличие обратной зависимости: уровень самооценки растёт при решении проблемы энуреза.
Дети, опрошенные в ходе одного исследования, оценили энурез, как третье по стрессовости событие в их жизни после «родительских скандалов» и развода. Подростки, участвовавшие в том же исследовании, поставили энурез на второе место после родительских конфликтов. 
«Энурезники» сталкиваются с наказанием со стороны родителей, их дразнили братья и сёстры, они испытывали стыд от того, что должны были надевать подгузники, несмотря на возраст в котором другие дети этого уже не делают, и наконец, они испытывали страх того, что их друзья могут об этом узнать.
Психологическая травма, по мнению психологов, зависит от негативного влияния энуреза на самооценку ребёнка и на развитие у него социальных навыков. Ключевыми здесь считаются следующие факторы:
- Насколько энурез влияет на социальную активность, ограничивая пребывание ребёнка в социальных учреждениях и детских лагерях.
- Степень социального остракизма со стороны сверстников и учителей.
- Агрессия, наказание, непринятие и игнорирование со стороны значимых взрослых, каждое из которых способно оставить человека с чувством вины до конца жизни.
- Количество неудачных попыток лечения.
- Срок присутствия этой проблемы в жизни ребёнка.

### Поведение
Исследования показывают, что детский энурез, вероятнее всего, является следствием проблем поведения.
Для детей, которые испытывают проблемы развития, поведенческие проблемы и в том числе ночной энурез являются их частью или причиной.
Для детей с проблемой ночного энуреза, у которых не наблюдается других поведенческих проблем, характерна крайне низкая самооценка и высокий уровень стресса, источником которого является энурез[unreliable medical source?].
Существует мнение, что в некоторых случаях энурезное поведение используется ребёнком для манипуляции родителями, но это не подтверждено исследованиями.

### Наказание
Медицинская литература рассказывает о том, что наказание, унижение или позор усугубляют проблему. Доктора сходятся во мнении о том, что ребёнок, наказанный за энурез, чувствует стыд и теряет уверенность в себе, в школе он учится плохо. Это приводит к увеличению случаев энуреза, что в свою очередь усугубляет наказание и позор.
В США 25% детей с проблемой энуреза подвергаются наказанию. В Гонконге 57% наказываются за обмачивание. Родители со средним и ниже среднего уровнем образования наказывают детей в два раза чаще, чем родители у которых есть высшее образование.

### Семья
Родители и члены семьи зачастую усугубляют стресс детей с проблемой энуреза. Постельное бельё и пижаму необходимо часто стирать, менять и покупать. Энурез становится причиной недосыпания, так как ребёнок плачет и будит родителей, а затем, боясь своего поступка, требует, чтобы его укачивали, сидели рядом с ним.
Европейские исследования показывают, что семья с ребёнком, испытывающим проблему энуреза, тратит на его содержание больше на $1000 в год на покупку дополнительного белья, памперсов и других принадлежностей. 
Задача родителей проявлять гораздо больше терпения, не обращая внимание на эти «отягощающие» их жизнь факторы. 

### Социопатия
Энурез не приводит к социопатии, но только в случае, если родители и другие воспитатели не причиняют ребёнку травму, позора и наказывая его даже за плохую оценку.
Энурез — часть триады Макдональда, набора из трёх поведенческих характеристик, описанных Джоном Макдональдом в 1963 году. Двумя другими характеристиками были пиромания и зоосадизм. Макдональд предположил наличие связи между этими тремя характеристиками и будущим социопатическим и даже преступным поведением человека. 
Эти отклонения Макдональд наблюдал (1963) у своих пациентов.
Это неадаптивное поведение — результат нарушенной поведенческой адаптации, т.е. механизмов выживания в социуме. Эта триада не является прямым прогнозом преступного поведения, однако в состоянии сильного стресса такой ребёнок демонстрирует чёткие асоциальные поведенческие признаки. Под влиянием стресса, возникающем в их окружении у них дома дети демонстрируют неадаптивное поведение с целью снятия напряжения и в попытке избежать стресса. 
Свыше 60% будущих убийц мочились в кровать, несмотря на то, что они были в подростковом возрасте.
Энурез «бессознательный, непроизвольный и ненасильственный акт, поэтому его труднее увязать с преступным насилием, чем, скажем зоосадизм или пироманию».
Поэтому в этой триаде энурез скорее связан с эмоциональной или физической травмой. Травма может вызвать возврат энуреза (вторичный энурез) как у детей, так и у взрослых. Напомним, что травма у таких детей вызывается и тогда, когда взрослые наказывают или стыдят ребёнка, а учителя ставят ему  двойку. Также энурез может вызвать и наказание двоечников, поэтому, чтобы не спровоцировать болезнь, лучше не наказывать ребёнка, а разобраться с ним, почему он получил плохую оценку и серьёзно поговорить с учителем. 
Это приводит к трудности идентификации проблемы. Но не энурез вызывает преступное поведение, а травма, которая вторично возникает как результат реакции на него социального окружения. Родительское насилие, вызванное детским энурезом, может вызывать «склонность к убийству». К примеру, до 12 лет энурезом страдал Андрей Чикатило, за что мать его постоянно била.

## Классификация
Шире всего распространён первичный энурез, при котором достаточно взрослый ребёнок продолжает мочиться в постель. «Достаточно взрослым» ребёнок обычно считается в возрасте 4—5 лет, в этом случае ночное мочеиспускание, при отсутствии урологических, неврологических и других аномалий считается энурезом. Иногда указывают более поздний возраст, 6—7 лет.
Если расстройство возникает после некоторого периода устойчивой «сухости» (по крайней мере шесть «сухих» месяцев), диагностируют вторичный энурез.

## Диагноз

### МКБ-10
F98.0 в Международной классификации болезней 10-пересмотра (МКБ-10) — энурез неорганической природы. 
Включаются:
- функциональный энурез;
- психогенный энурез;
- недержание мочи неорганического происхождения;
- энурез первичный/вторичный неорганической природы.

### DSM-5
В Диагностическом и статистическом руководстве по психическим расстройствам 5-го издания (DSM-5) энурез (англ. enuresis) носит код 307.6 (F98.0) и входит в группу расстройств выделений (англ. elimination disorders).

## Дифференциальная диагностика
Важно исключить нейрогенный мочевой пузырь или другое заболевание, которое может вызвать полиурию или неотложный позыв к мочеиспусканию (например, острую инфекцию мочевыводящих путей, нелеченный сахарный диабет или несахарный диабет), а также побочные эффекты лекарственных средств (подобный эффект могут дать, например,
антипсихотические препараты, диуретики).

## Лечение
В российской медицине, как и на бытовом уровне, до сих пор можно нередко встретить точку зрения, согласно которой, энурез не требует лечения. В этом случае больному рекомендуется лишь придерживаться некоторых специфических техник. Например, мочиться в определённые часы, уменьшить приём жидкостей, избегать кофеина и других продуктов, которые обладают мочегонным действием, проявлять терпение. В итоге к семи годам его распространённость составляет 5—10 %, и это одно из наиболее часто встречающихся заболеваний у детей. При этом энурез является относительно доброкачественным состоянием. Частота его самостоятельного излечения составляет 15 % в год независимо от того, применяете вы или нет указанные или аналогичные специфические техники. Однако у семи из ста детей, страдающих энурезом к семи годам, это заболевание сохранится и во взрослом возрасте. Поскольку энурез вызывает стресс, создающий значительную психологическую нагрузку на ребёнка и низкую самооценку, с возраста 6—7 лет и старше рекомендуется проводить лечение.
Лечение энуреза требует комплексного подхода, который должен быть направлен на выработку нового или восстановление утраченного рефлекса на пробуждение при позыве на мочеиспускание, стимулирование обменных процессов в нервной ткани, ускорение созревания этажей регуляции мочеиспускания и коррекцию невротических расстройств, возникающих в течение заболевания. Применяются различные виды лечения, из которых наибольшее значение имеют использование энурезного будильника (аларм-терапия) и фармакологическая терапия.

### Энурезный будильник
Использование энурезного будильника — наилучшая форма терапии при нарушении рефлекса на пробуждение, особенно если объём мочи, образуемой ночью, не слишком велик, а ёмкость мочевого пузыря не слишком мала. У данного метода отсутствуют какие-либо побочные эффекты. Подтверждённая эффективность составляет 80 %. При этом частота рецидивов достаточно низкая.
В конце 2018 года появились первые беспроводные модели, удобные для личного использования. Сигнализационный блок может быть как с ремешком, так и без него, а датчик имеет миниатюрные размеры и крепится непосредственно на нижнее белье. Такая компоновка является максимально эргономичной. Помимо простого удобства это приводит к росту эффективности прибора с 80 % до 94 %.

### Фармакологическая терапия
При слишком большом объёме образуемой за ночь мочи и неэффективности аларм-терапии следует обратиться к лекарственной терапии. Эффективность терапии десмопрессином в форме таблеток (200—400 мг) или в форме подъязычного лиофилизата (120—240 мг) составляет 70 %. Применять назальный спрей в настоящее время не рекомендуют, учитывая высокий риск передозировки. Однако, после прекращения введения антидиуретического гормона отмечена высокая частота рецидива заболевания.
При небольшой ёмкости мочевого пузыря возможно проведение лечения спазмолитиками или антихолинергическими препаратами.
Имипрамин, широко используемый при лечении энуреза, обеспечивает только умеренную частоту достижения эффекта, равную 50 %, и терапия часто сопровождается рецидивами заболевания. Более того, при передозировке описаны кардиотоксическое действие и случаи смерти. Поэтому его применение в настоящий момент не рекомендуется.

### Упражнения Кегеля
Упражнения Кегеля также способствуют лечению заболевания. При этом ребёнок должен некоторое время удержать струю в течение 5—10 секунд, а затем выпустить её наружу.

## Освобождение от службы в армии
В Постановлении Правительства РФ от 4 июля 2013 года № 565 (ред. от 26.01.2024) «Об утверждении Положения о военно-врачебной экспертизе» в так называемом «Расписании болезней» есть статья № 87 «Энурез». Здесь, в частности, указано: «Обследование и лечение граждан при первоначальной постановке на воинский учёт и призыве на военную службу, а также военнослужащих, страдающих ночным недержанием мочи, проводится в стационарных условиях с участием врача-уролога, врача-невролога, врача-дерматовенеролога и в случае необходимости — врача-психиатра.».
В соответствии с приложением к Положению о военно-врачебной экспертизе в РФ, освидетельствование проводится в случаях, когда наблюдение и результаты обследования, а также данные, полученные из военного комиссариата, воинской части, подтверждают наличие ночного недержания мочи и эффект от лечения отсутствует.
Если ночное недержание мочи является одним из симптомов другого заболевания, заключение выносится по статье расписания болезней, предусматривающей основное заболевание.